# Escape from Monkey Island
Escape from Monkey Island est un jeu d'aventure graphique de type pointer-et-cliquer développé et publié par LucasArts en novembre 2000. Initialement commercialisé sur PC, le jeu est ensuite porté sur Macintosh en avril 2001 puis sur PlayStation 2 en juin 2001. C’est le quatrième volet de la série Monkey Island et fait suite à The Curse of Monkey Island publié en 1997. Le jeu se déroule dans une version imaginaire des Caraïbes pendant la grande époque de la piraterie. Le joueur incarne le personnage de Guybrush Threepwood et doit explorer des îles imaginaires du jeu et résoudre des puzzles pour avancer. Le jeu a été conçu par Sean Clark et Michael Stemmle. Contrairement aux premiers épisodes de la série, il est basé sur le moteur GrimE de Grim Fandango qui mélange des arrières plans pré-rendu et des personnages en trois dimensions. Il bénéficie également du système audio iMUSE permettant de synchroniser la musique avec les évènements du jeu. À sa sortie, il est très bien accueilli par la presse spécialisée malgré des critiques concernant son interface.

## L'histoire
Guybrush et Elaine sont de retour de lune de miel. Malheureusement pour Guybrush, son retour sur Mêlée Island est beaucoup plus problématique qu'il ne l'aurait souhaité. Sa femme est déclarée morte, la propriété est sur le point d'être détruite et un inconnu se propose au poste de gouverneur. Pendant ce temps-là, un entrepreneur australien du nom d'Ozzie Mandrill achète des îles dans les environs pour en faire un complexe touristique et, accessoirement, en déloger les pirates.
C'est à Guybrush de régler ces quelques déboires administratifs, ce qui l'emmènera de nouveau vers la terrible île aux singes.

## Lieux

### Lucre Island
Lucre Island (L'île de Lucre) est située non loin de l'Archipel des trois îles et son importance est cruciale pour la vie politico-économique des Caraïbes puisqu'elle abrite le seul cabinet d'avocats de la région, qui s'est notamment occupé des affaires d'Horace Dorquemada Marley avant sa tragique disparition. De par cette impulsion incroyable, la ville de Lucre s'est développée et a pu accueillir au fil du temps un nombre agréable de commerces: une boutique de cannes (la boutique du Festival des Cannes... Elle est tenue par un certain Freddie), une boutique d'accessoires étranges (qui propose entre autres un spectacle de termites savants), une banque proposant des coffres inviolables à ses clients et le fameux Palais de la prothèse qui appartient à Dave où les éclopés et les blessés de tous genres peuvent venir se fournir en bandeau, jambe de bois, crochets ou organes artificiels en tous genres. Afin de faire régner l'ordre, une prison dirigée par un commissaire sévère peut garder enfermés de dangereux criminels (Otis, un compagnon de Guybrush Threepwood y séjournera malgré lui, et Guybrush devra même porter en guise de "liberté conditionnelle" le bracelet vaudou de l'inconfort permanent, un bracelet de cheville dont la pression se fait plus forte au fur et à mesure du temps).
L'île du reste abrite deux personnalités: le promoteur immobilier australien Ozzie Mandrill qui vit dans un manoir non loin de la ville, et un voleur du nom de Lothar Bouif qui aurait vu son nez arraché par un canard féroce (il aurait pour cette raison développé une véritable phobie envers ces palmipèdes). Il vivrait dans un repère situé dans de curieux marais où les frontières du temps et de l'espace n'ont plus réellement cours, et cacherait systématiquement ses butins dans une planque sous-marine dont on ne sait rien.

### Jambalaya Island
Située à un ou deux jours de navigation de l'île de Mêlée, Jambalaya Island (l'île de Jambalaya) était réputée pour être le repaire de pirates sanglants et notamment de Lafeete... Pourtant, récemment, tout a changé et l'île est devenue le lieu de villégiature préféré des touristes qui viennent visiter des caraïbes devenus sûrs, sans pirates. Ce changement brutal a entraîné l'édification de commerces de plaisance, comme un restaurant à thèmes, le Planet Threepwood, la chaîne de café/grog Starboucaniers et diverses boutiques de souvenirs. Stan y tentera même sa chance, sans trop de réussite.
D'autres attractions sont offertes aux touristes, et notamment un grand concours de plongeon; les touristes peuvent venir se confronter au champion Marco Pollo pour tenter de remporter une statue en or.

### Knuttin atoll
À l'ouest de l'île de Jambalaya se trouve Knuttin atoll (l'Atoll ondulé), un petit bout de terre maintenant dévasté, gris, sombre et sale. C'est là que se trouve l'école de rééducation des pirates, l'école de transmogrification où les pirates peuvent apprendre à devenir de parfaits citoyens. Le grand pirate Barbefeu réside toujours sur cet atoll, visiblement troublé par la-dite rééducation.
L'île est en permanence surveillée par un amiral de marine mégalomane, Cassaba qui a ordre de tirer un boulet de canon de son navire à chaque fois qu'il aperçoit un regroupement de trois pirates ou plus sur l'atoll.

## Changement de dimension
Escape from Monkey Island présente un tournant dans la saga : celui de la 3D. En effet, au niveau des moteurs de jeu, exit le SCUMM et bienvenue à GrimE. Ce moteur a déjà fait ses preuves dans Grim Fandango. 
Malgré cette innovation, le jeu respecte les codes graphiques établis dans le troisième épisode. 
Escape from Monkey Island est aussi le plus décrié par les fans de la série. Il reste pourtant très proche de l'esprit Monkey Island et se permet même de nombreux clins d'œil à The Secret of Monkey Island. Sont présents Clara, Otis, Meathook, Murray, Stan, Lady Vaudou mais aussi le poulet en caoutchouc avec une poulie au milieu et d'autres objets inutiles comme la carte Piratémon LeChuckichu, ainsi que les fameux « Monkey Kombat », duels parodiant ceux de Mortal Kombat.

## Développement
Le jeu a été conçu par Sean Clark et Michael Stemmle, le duo ayant notamment participé au développement de Sam and Max Hit the Road. Contrairement aux précédents épisodes de la série basés sur le moteur SCUMM, le jeu utilise une version légèrement améliorée du moteur GrimE initialement développé pour Grim Fandango. Celui-ci utilise le langage de script Lua. La plupart des puzzles du jeu ont été construits à partir de son scénario. D’après eux, un puzzle est généralement jugé inintéressant ou  absurde lorsque l’objectif  de celui-ci ne correspond pas à l’objectif du héros. Lorsqu’ils se trouvent dans ce cas de figure, ils tentent donc de découper le puzzle en question en une série de puzzles plus petits qu’ils essayent ensuite d’intégrer dans les lieux et les situations décrites dans le scénario. Un système d’inventaire défilant, similaire à celui de Tomb Raider et différent de celui utilisé dans Grim Fandango, a été incorporé dans le jeu. D’après les concepteurs, ce système est en effet plus adapté pour un jeu en trois dimensions car il permet d’afficher tous les éléments à l’écran ainsi que de réaliser des combinaisons d’objets directement dans l’inventaire.
La conception graphique du jeu a été dirigée par Chris Miles. Une des principales préoccupations des développeurs étant de respecter l’ambiance des précédents épisodes, les artistes se sont efforcés de garder l’aspect « cartoon » de la série sans pour autant s’efforcer d’obtenir un rendu strictement identique. Chaque arrière-plan  a d’abord été dessiné sur papier avant d’être construit en 3D suivant les instructions des croquis conceptuels. Ils ont ensuite été intégrés dans le jeu avant d’être peaufinés en phase de post-production. En moyenne, chaque arrière-plan a ainsi demandé deux semaines de travail, les plus complexes ayant demandé un temps significativement plus long.

## Accueil
| Escape from Monkey Island |      |        |
| Média                     | Nat. | Notes  |
| Adventure Classic Gaming  | US   | 3/5    |
| Adventure Gamers          | US   | 4/5    |
| AllGame                   | US   | 4/5    |
| Eurogamer                 | US   | 9/10   |
| Gamekult                  | FR   | 7/10   |
| GameSpot                  | US   | 8,1/10 |
| Gen4                      | FR   | 80 %   |
| IGN                       | US   | 8,7/10 |
| Joystick                  | FR   | 87 %   |
| Compilations de notes     |      |        |
| GameRankings              | US   | 83 %   |
| Metacritic                | US   | 86 %   |
| MobyGames                 | US   | 79 %   |

- « Les puzzles sont souvent délirants, et s'il y a bien de la logique la dessous, il faut s'accrocher pour la deviner »[12].
- « Ce dernier volet ne s'éloigne guère de son prédécesseur »[12].